# Erastroides fausta
Erastroides fausta är en fjärilsart som beskrevs av Swinhoe 1903. Erastroides fausta ingår i släktet Erastroides och familjen nattflyn. Inga underarter finns listade i Catalogue of Life.